# Abdullah Zeneli
Abdullah Zeneli (Kosovo, 1952.) pjesnik, prozni pisac, prevoditelj, te urednik izdavačke kuće Buzuku iz Prištine. 

## Životopis
Jedno je vrijeme studirao matematiku da bi se zatim opredijelio za književnost, diplomirajući na prištinskom Filološkom fakultetu – književnost i albanski jezik. Od 1973. radio je u izdavačkoj kući Rilindja, gdje doprinosi afirmaciji izdavačke djelatnosti na albanskom jeziku sudjelujući na mnogim sajmovima knjige (zagrebački Interliber, slovenski, beogradski sajmovi itd.) pa i u inozemstvu (Frankfurt, Bruxelles).
Godine 1990. osnovao je prvu samostalnu izdavačku kuću Gjon Buzuku (po imenu prvog albanskog autora iz 1555. godine) koja je do sada objavila oko 400 naslova.

## Djela
Objavio je tri knjige: dvije s kratkim pričama Gryka e Drinit (Rilindja, Priština, 1990.) i  Odiseu i Bjeshkëve të Nemuna (Buzuku, Priština, 1997.), te Toka shqiptare (Nositi - D.I.J.A. Poradeci, Pogradec - Albanija, 2000.), prozno-poetske bilješke tijekom boravka na Korči (Albanija) za vrijeme kosovsko-srpskog sukoba 1999. godine (prevođena i na rumunjski, Glia albaneză, Bukurešt, 2007). 
Preveo je s hrvatskog roman Trojanski konj suvremenog pisca Veljka Barbierija (Rilindja, Priština, 1988).
Zeneli se bavi književnom polemikom, te je poznat kao beskompromisan polemičar, zatim kao član Asocijacije književnika Kosova, osnivač Asocijacije izdavača Kosova, koordinator Prištinskog sajma knjige (od 1999. godine). 